# Camellia fangchengensis
Camellia fangchengensis är en tvåhjärtbladig växtart som beskrevs av S.Y. Liang och Y.C. Zhong. Camellia fangchengensis ingår i släktet Camellia och familjen Theaceae. Inga underarter finns listade i Catalogue of Life.